# Phare du cap Vnetak
Le phare du cap Vnetak (en croate : Svjetionik Rt Vnetak] est un feu actif situé à l'extrémité sud-ouest de l'ile d'Unije dans le Comitat de Primorje-Gorski Kotar en Croatie. Le phare est exploité par la société d'État Plovput .

## Histoire
Le phare, construit en 1873 au sud-ouest de l'île Unije (archipel Cres-Lošinj), marque l'entrée ouest de la baie de Kvarner vers la mer Adriatique.

## Description
Le phare  est une tour circulaire de 13 m de haut, avec galerie et lanterne balise, en pignon avant d'une maison de gardien d'un étage. Le bâtiment est couleur blanche pierre et la lanterne est blanche. Il émet, à une hauteur focale de 17 m, trois brefs éclats blancs et rouges, selon direction, toutes les 10 secondes. Sa portée est de 10 milles nautiques (environ 19 km) pour le feu blanc et 7 milles nautiques (environ 13 km) pour le feu rouge.
Identifiant : ARLHS : CRO-190 - Amirauté : E2752 - NGA : 12120 .

## Caractéristiques dufeu maritime
Fréquence : 10 s (W-R)
- Lumière : 0.5 seconde
- Obscurité : 1 seconde
- Lumière : 0.5 seconde
- Obscurité : 1 seconde
- Lumière : 0.5 seconde
- Obscurité : 6.5 secondes

|          |
| Le phare |

|                      |
| Archipel Cres-Lošinj |

### Lien connexe
- Liste des phares de Croatie